# معركة سهول كاتالونيا
مَعْرَكة سُهُول كاتَالونِيا، دَارَتْ رَحَاها يومْ 20 يونيو 451 م ، بينَ تحالف بقيادة الجنرال الروماني فلافيوس أيتيوس وملك القوط الغربيين ثيودوريك الأول - ضد إمبراطورية الهون ووحلفائها بقيادة ملكهم أتيلا الهوني. تُعتبر واحدة من آخر العمليات العسكرية الكبرى للإمبراطورية الرومانية الغربية ، على الرغم من أن القبائل الجرمانية شكلت غالبية جيشها. ما إذا كانت المعركة قد وضعت نهاية استراتيجيًا للنزاع أمر لا يزال محل جدال، ربما أوقف الرومان محاولة الهون لتأسيس موطئ قدم في الغال. ومع ذلك ، نجح الهون في نهب الكثير من أراضي بلاد الغال وشل القدرة العسكرية للرومان والقوط الغربيين. توفي أتيلا بعد عامين فقط من المعركة في عام 453 ، وبعد معركة نيداو (454) قام تحالف من أتباع الهون من الجرمانيين بتفكيك إمبراطوريته الهونية.

## مقدمة
بحلول عام 450 ، تم استعادة الإمبراطورية الرومانية الغربية السلطة على بلاد الغال في معظم أنحاء المقاطعة ، على الرغم من أن السيطرة على جميع المقاطعات خارج إيطاليا كانت مستمرة في التقلص، كانت أرموريكا جزءًا اسميًا من الإمبراطورية ، وكانت القبائل الجرمانية التي احتلت الأراضي الرومانية قد تم توطينها قسراً وربطها بمعاهدة فيوديراتي تحت زعمائها. تم التخلي عن بلاد الغال الشمالية بين نهر الراين شمال كسانتن وليس (نهر) (جرمانيا الصغرى) بشكل غير رسمي إلى الفرنجة. كان القوط الغربيون في غارون مضطربين ، لكنهم ما زالوا متمسكين بمعاهدتهم. كان البورغنديون في سابوديا أكثر طاعة ، لكنهم أيضًا ينتظرون فرصة للقيام بثورة. وكان آلان عل نهر لوار أكثر ولاءً ، بعد أن خدموا الرومان منذ هزيمة جوفينوس في 411 وحصار بازاس في 414. كانت أجزاء بلاد الغال التي لا تزال بأمان تحت السيطرة الرومانية هي ساحل البحر الأبيض المتوسط. منطقة تشمل أوريليانوم (أورليان الحالية) على طول نهر السين ولوار حتى الشمال حتى سواسون وأراس ؛ الراين الأوسط والعليا إلى كولونيا ؛ وعلى طول مجرى نهر الرون.

### دوافع المعركة
يقول المؤرخ يوردانس أن أتيلا قد أغري من قبل الملك جنسريق ملك الوندال لشن الحرب على القوط الغربيين. في الوقت نفسه ، حاول جنسريق زرع الفتنة بين القوط الغربيين والإمبراطورية الرومانية الغربية. ومع ذلك ، فإن حساب يوردانس للتاريخ القوطي معروف بأنه غير موثوق به. يقدم الكتاب المعاصرون الآخرون دوافع مختلفة: جوستا جراتا هونوريا ، أخت الإمبراطور فالنتينيان الثالث ، كانت مخطوبة للقنصل هيركولانوس في العام السابق. في عام 450 ، أرسلت خادمها المخصي هايسينثوس إلى الملك الهوني تطلب مساعدته في الهروب من حبسها ، مع خاتمها كدليل على شرعية الرسالة. يُزعم أن أتيلا فسرها على أنها قدمت يدها للزواج ، وقرر بأن نصف الإمبراطورية هو المهر. وطالب بتسليم هونوريا مع المهر. رفض فالنتينيان هذه المطالب ، واستخدمها أتيلا كذريعة لشن حملة مدمرة عبر بلاد الغال. يقترح هيوز (مؤرخ) أن حقيقة هذا التفسير يجب أن يكون أن هونوريا كانت تستخدم وضع أتيلا كقائد عسكري معروف للضغط السياسي.
كان الصراع الآخر الذي أدى إلى الحرب هو أنه في عام 449 ، توفي ملك الفرنجة (ربما كلوديو) وأن ابنيه تجادلوا حول الخلافة، بينما طلب الابن الأكبر مساعدة أتيلا ، انحاز الأصغر إلى أيتيوس ، الذي تبناه. لا تزال هوية الأمير الأصغر ، الذي رآه المؤرخ بريسكوس في روما ،  غير واضحة ، على الرغم من اقتراح كونهم أما مرووش أو ابنه شيلديريك الأول.

### أتيلا عابراً الراين

خريطة توضح الطرق المحتملة التي اتخذتها قوات أتيلا عندما غزت بلاد الغال والمدن الرئيسية التي نهبها الهون وحلفاؤهم أو هددوا.

عبر أتيلا نهر الراين في وقت مبكر من عام 451 مع أتباعه وعدد كبير من الحلفاء ، حيث نهب ديفودروم (الآن متز) في 7 أبريل،  والمدن الأخرى التي تعرضت للهجوم يمكن تحديدها من خلال سير القديسين المكتوبة لإحياء ذكرى أساقفتهمː ذبح نيكاسيوس من ريمس أمام مذبح كنيسته في رانس ؛ يُزعم أن سيرفاتيوس قد أنقذ تونجيرين بصلواته ، كما أنقذت القديسة جينفيف باريس. يعود الفضل أيضًا إلى لوبوس ، أسقف تروا ، في إنقاذ مدينته من خلال مقابلة أتيلا شخصيًا. تزعم العديد من المدن الأخرى أيضًا أنها تعرضت للهجوم في هذه الروايات ، على الرغم من أن الأدلة الأثرية لا تظهر أي طبقة دمار يرجع تاريخها إلى الإطار الزمني للغزو. التفسير الأكثر ترجيحًا للدمار الواسع النطاق لأتيلا في بلاد الغال هو أن جيش أتيلا الرئيسي عبر نهر الراين في فورمز أو ماينز ثم سار إلى ترير وميتز وريمس وأخيرًا أورليانز ، بينما أرسل مفرزة صغيرة شمالًا إلى أراضي الفرنجة لنهب الريف. من شأن هذا التفسير أن يدعم الأدلة الأدبية التي تدعي أن شمال بلاد الغال قد تعرض للهجوم ، والأدلة الأثرية التي تظهر أن المراكز السكانية الرئيسية لم يتم نهبها.
وصل جيش أتيلا إلى أوريليانوم (أورليانز الحديثة ، فرنسا) قبل يونيو. ووفقًا ليوردانس ، فقد وعد ملك آلان سانجيبان ، الذي تضم مملكته أوريليانوم ، بفتح أبواب المدينة. تم تأكيد هذا الحصار من خلال رواية فيتا أنياني (مؤرخ) وفي الرواية اللاحقة لـ جريجوري من تورز ، على الرغم من أن اسم سانجيبان لا يظهر في حساباتهم. ومع ذلك ، أغلق سكان أوريليانوم أبوابهم في وجه الغزاة المتقدمين ، وبدأ أتيلا يحاصر المدينة ، بينما كان ينتظر سانجيبان للوفاء بوعده. هناك روايتان مختلفتان عن حصار أوريليانوم ، ويقترح هيوز (مؤرخ) أن الجمع بينهما يوفر فهمًا أفضل لما حدث بالفعل. بعد أربعة أيام من الأمطار الغزيرة ، بدأ أتيلا هجومه الأخير في 14 يونيو ، والذي تم كسره بسبب اقتراب التحالف الروماني. يميل العلماء المعاصرون إلى الاتفاق على أن حصار أوريليانوم كان ذروة هجوم أتيلا على الغرب ، وكان دفاع آلان القوي عن المدينة هو العامل الحاسم الحقيقي في حرب 451. على عكس ما أعتقده يوردانس، لم يكن آلان يخططون أبدًا للانشقاق لأنهم كانوا العمود الفقري المخلص للدفاع الروماني في بلاد الغال.

## المَعركة
عند علمه بالغزو ، قام فلافيوس أيتيوس ، بنقل جيشه بسرعة من إيطاليا إلى بلاد الغال. وفقًا لسيدونيوس أبوليناريس ، كان يقود قوة تتكون من «عدد قليل ومتفرق من المساعدين بدون جندي نظامي واحد.»  يرجع العدد الضئيل من القوات الرومانية المُبلغ عنها إلى حقيقة أن غالبية جيش أيتيوس كان متمركزًا في بلاد الغال. حاول أيتيوس على الفور إقناع ثيودوريك الأول ، ملك القوط الغربيين ، بالانضمام إليه. يُزعم أن ثيودوريك عَلم عدد القوات التي كان مع أيتيوس قليلًا وقرر أنه من الحكمة الانتظار ومواجهة الهون في أراضيه ، لذلك لجأ أيتيوس بعد ذلك إلى الحاكم الإمبراطوري السابق للغال ، أفيتوس ، للحصول على المساعدة. وفقًا للتقاليد ، لم يكن أفيتوس قادرًا على إقناع ثيودوريك بالانضمام إلى الرومان فحسب ، بل كان أيضًا قادرًا على إقناع عدد من السكان البرابرة المترددين في بلاد الغال. تجمع التحالف في آرل قبل التحرك للقاء القوط في تولوز ، وتم تزويد الجيش من قبل تونانتيوس فيريولوس ، الذي كان يستعد من أجل هجوم هونيك لبضع سنوات. ثم سار الجيش المشترك إلى أوريليانوم (أورليان) ، ووصل إلى تلك المدينة في 14 يونيو.

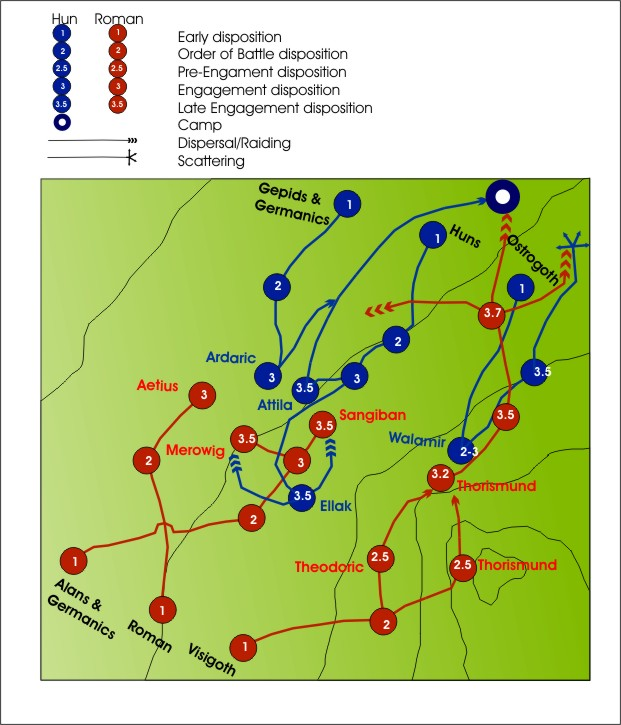
مسار معركة سهول كاتالونيا.

من أورليانز ، تابع أيتيوس وائتلافه أتيلا ، الذي كان يغادر بلاد الغال مع اكتمال معظم أهدافه. وفقًا ليوردانس ، في الليلة التي سبقت المعركة الرئيسية ، واجه بعض الفرنجة المتحالفين مع الرومان مجموعة من الغبيديون الموالين لأتيلا واشتبكوا معهم في مناوشات. لا يمكن التحقق من عدد القتلى المسجل لدى يوردانس البالغ 15000 قتيل على كلا الجانبين في هذه المناوشة. أقام أتيلا تأخيرًا تكتيكيًا على طول طريق انسحابه من أجل منع أيتيوس من الإمساك به قبل وصوله إلى موقع ساحة المعركة المناسب. التقى الجيشان أخيرًا في مكان ما في الحقول الكاتالونية حوالي 20 يونيو ، وهو التاريخ الذي اقترحه لأول مرة من قبل جون بانيل بيوري ومنذ ذلك الحين تم قبوله من قبل الكثيرين ، على الرغم من أن بعض المؤلفين اقترحوا الأسبوع الأول من يوليو أو 27 سبتمبر.
وفقًا للتقاليد ، طلب أتيلا من عرافيه فحص أحشاء ذبيحة في صباح يوم المعركة. لقد تنبأوا بأن الكارثة ستقع على الهون ، لكن أحد قادة العدو سيُقتل. تأخر أتيلا حتى الساعة التاسعة (حوالي 2:30 مساءً) لذا فإن غروب الشمس الوشيك سيساعد قواته على الفرار من ساحة المعركة في حالة الهزيمة. يأخذ هيوز (مؤرخ) تفسيره الخاص لهذا الامر ، مشيرًا إلى أن موضوع العرافة قد تكون مؤشرًا على بربرية أتيلا وبالتالي ربما تكون ملفقة. ويذكر أن خيار بدء المعركة في الساعة التاسعة يرجع إلى حقيقة أن كلا الجانبين أمضيا اليوم بأكمله في نشر جيوش التحالف بعناية.
وفقا ليوردانس، ارتفع السهل الكاتالوني من جانب منحدر حاد إلى سلسلة من التلال. سيطرت هذه الميزة الجغرافية على ساحة المعركة وأصبحت مركز المعركة. استولى الهون أولاً على الجانب الأيمن من التلال ، بينما استولى الرومان على اليسار ، مع عدم احتلال القمة بينهم. يوضح يوردانس أن القوط الغربيين كانوا يمسكون بالجانب الأيمن ، والرومان على اليسار ، وسانجيبان مع ولائه المجهول و ألان محاصرون في المنتصف. حاولت قوات الهون الاستيلاء على التلال ، ولكن تم التغلب عليها من قبل الرومان تحت قيادة أيتيوس والقوط تحت ثوريسموند.

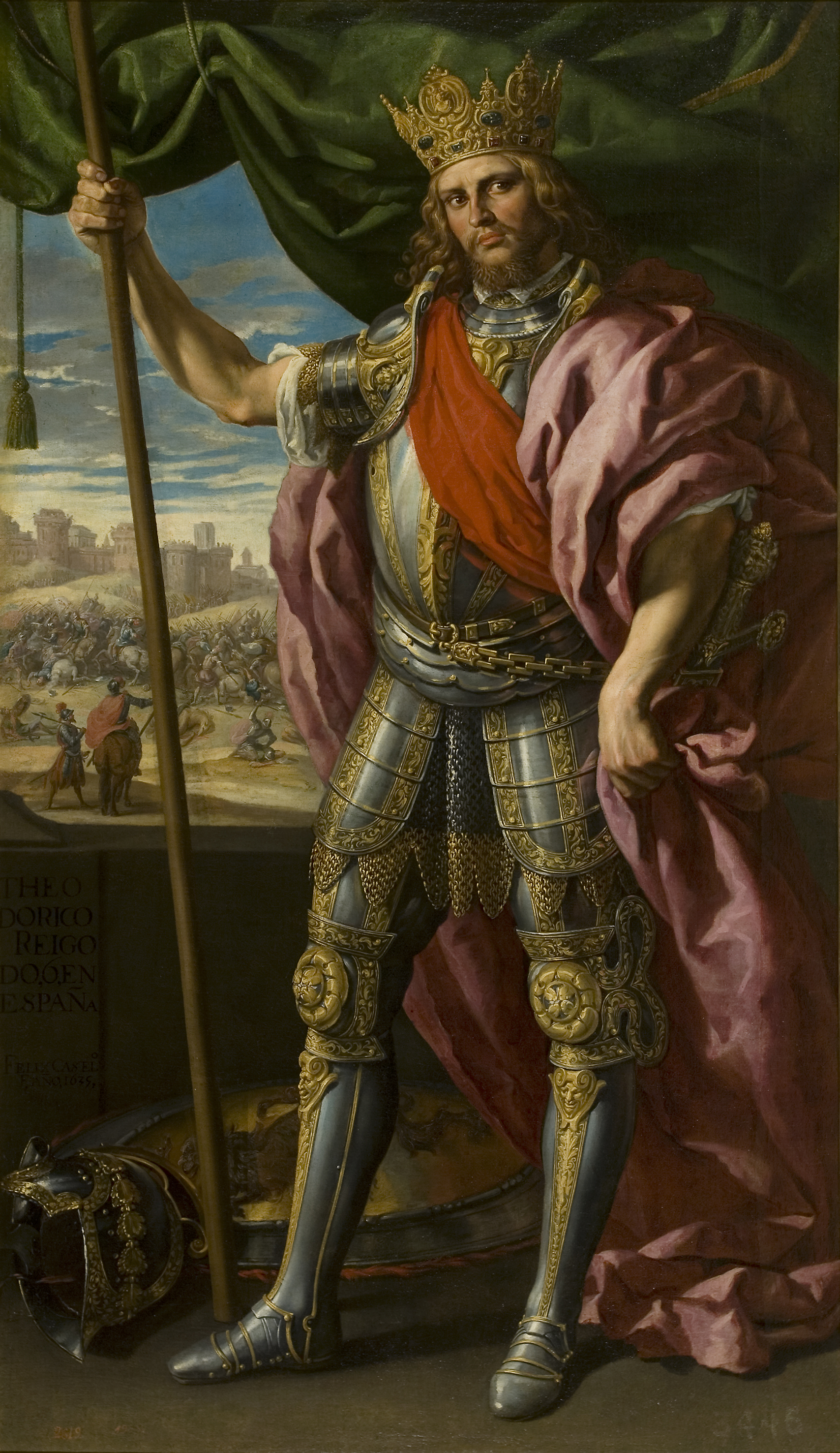
الملك ثيودوريك الأول ملك القوط الغربيين، قتل في معركة سهول كاتالونيا.

يواصل يوردانس قوله إن ثيودوريك ، أثناء قيادته لرجاله ضد العدو ، قُتل في الهجوم دون أن يلاحظ رجاله. ثم ذكر أن ثيودوريك إما رمي من جواده وداس حتى الموت من قبل رجاله المتقدمين ، أو قُتل برمح أملنج أنداغ. نظرًا لأن يوردانس عمل كاتب عدل لنجل أنداغ «جونتيجيس» ، حتى لو لم تكن هذه القصة الأخيرة صحيحة ، فإن هذه النسخة كانت بالتأكيد تقليدًا عائليًا فخورًا لسلالة أنداغ.
دعي يوردانس أن القوط الغربيين تفوقوا على سرعة ألان بجانبهم وسقطوا على الوحدة الخاصة بأتيلا. أُجبر أتيلا على البحث عن ملجأ في معسكره ، الذي كان قد حصنه بالعربات. يبدو أن هجوم الرومان القوطية اجتاح معسكر الهون وبقي في مطاردتها ؛ عندما حل الليل ، عاد ثوريسموند ، ابن الملك ثيودوريك ، إلى الصفوف الودية ، ودخل عن طريق الخطأ معسكر أتيلا. هناك أصيب في الاشتباك الذي أعقب ذلك قبل أن يتمكن أتباعه من إنقاذه. فصل الظلام أيضًا أيتيوس عن رجاله. ولأنه كان يخشى أن تحل بهم كارثة ، أمضى بقية الليل مع حلفائه القوطيين.
في اليوم التالي ، كان العثور على ساحة المعركة «مكدسًا بالجثث ولم يغامر الهون بالخروج» ، التقى القوط والرومان ليقرروا خطوتهم التالية. مع العلم أن أتيلا كان قليل المؤن و «مُنع من الاقتراب برش السهام الموضوعة داخل حدود المعسكر الروماني» ، بدأوا بمحاصرة معسكره. في هذا الموقف اليائس ، ظل أتيلا غير منحنٍ و «كدس محرقة جنائزية من سروج الخيول ، حتى إذا هاجمه العدو ، فقد كان مصممًا على إلقاء نفسه في النيران ، حتى لا يسعد أحد بجرحه وأن رب أجناس كثيرة قد لا يقع في أيدي أعدائه».
بينما كان أتيلا محاصرًا في معسكره ، بحث القوط الغربيون عن ملكهم المفقود وابنه ثوريسموند. بعد بحث طويل ، وجدوا جثة ثيودوريك «حيث يرقد الموتى بكثرة» وحملوه بعيدًا بأغاني بطولية على مرأى من العدو. عند علمه بوفاة والده ، أراد ثوريسموند الاعتداء على معسكر أتيلا ، لكن أيتيوس ثنيه. وفقًا ليوردانس، خشي أيتيوس من أنه إذا تم تدمير الهون تمامًا ، فإن القوط الغربيين سوف يقطعون ولائهم للإمبراطورية الرومانية ويصبحون تهديدًا أكثر خطورة. لذلك أقنع أيتيوس ثوريسموند بالعودة إلى المنزل بسرعة وتأمين العرش لنفسه ، قبل أن يتمكن إخوته من ذلك. خلاف ذلك ، ستنشب حرب أهلية بين القوط الغربيين. عاد ثوريسموند بسرعة إلى تولوسا (تولوز الحالية) وأصبح ملكًا دون أي مقاومة. يدعي جريجوري من تورز أن أيتيوس استخدم نفس المنطق لرفض حلفائه الفرنجة وجمع غنائم ساحة المعركة لنفسه.

## ما بَعد المعركة وسُمعتها

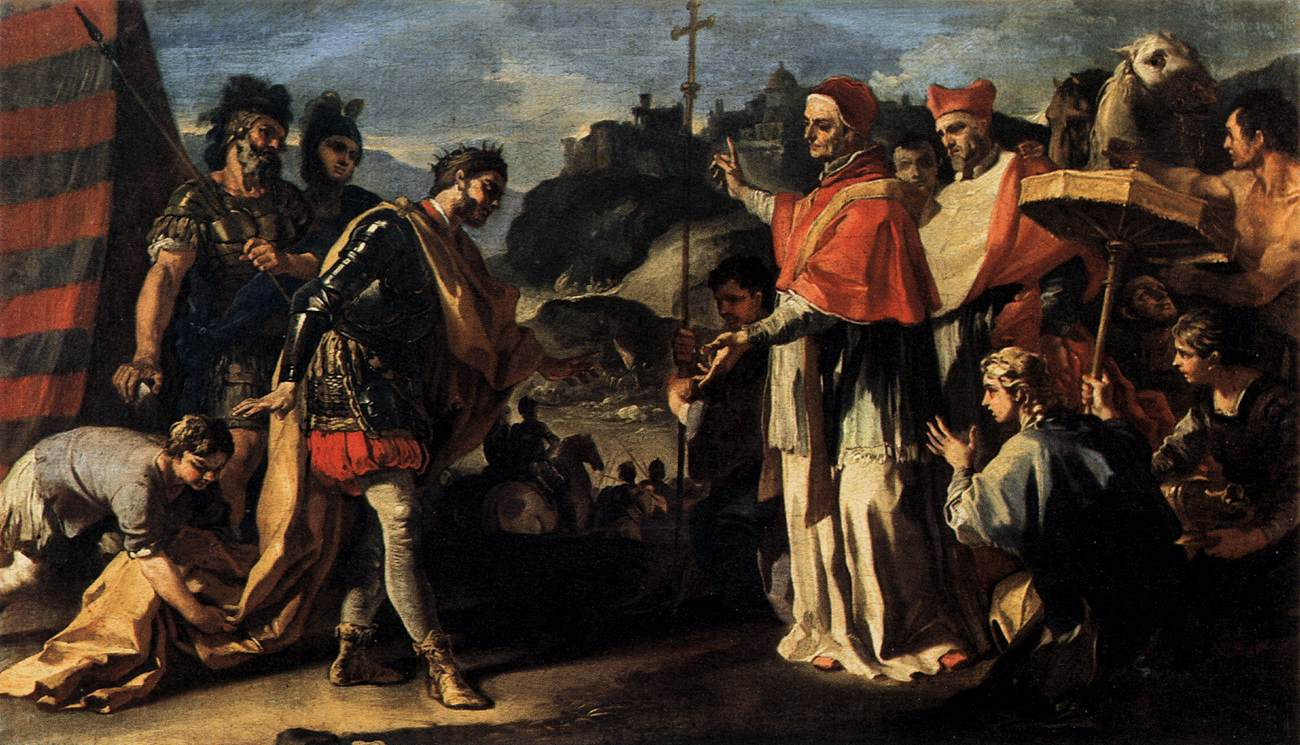
لقاء البابا ليو وأتيلا، بريشة فرانشيسكو سوليمينا، متحف بيناكوتيكا دي بريرا.

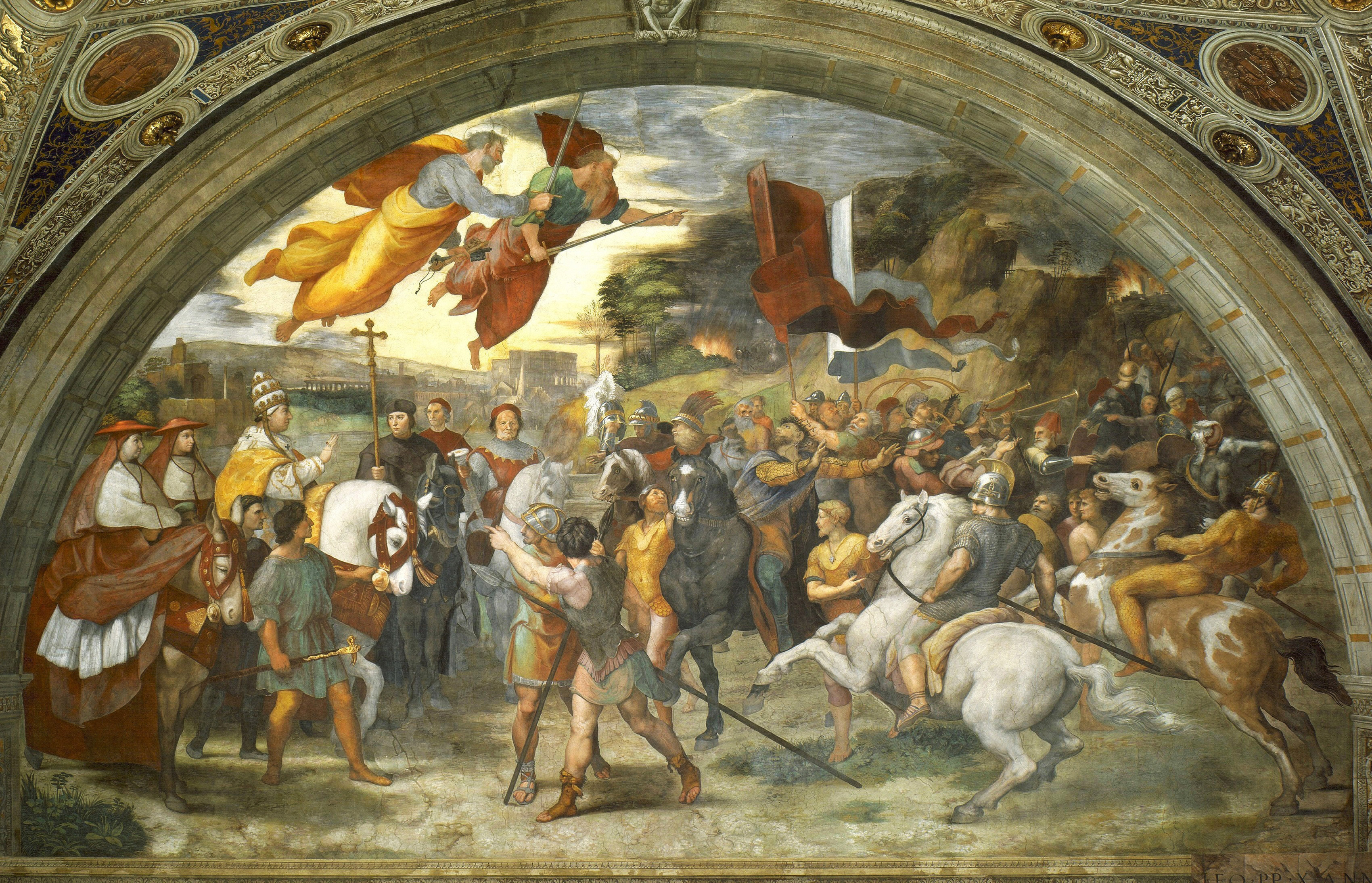
لقاء البابا ليو وأتيلا، بريشة رافائيل، متحف الفاتيكان.

الآثار الفورية وطويلة المدى لمَعْرَكة سُهُول كاتَالونِيا متنازع عليها إلى حد ما. عاد أتيلا ليغزو الإمبراطورية الرومانية الغربية عام 452 ، والتي كانت أكثر نجاحًا من غزوه للغال. بعد حصار لمدة 3 أشهر لأكويليا ، رتبه أيتيوس على أمل أن يستهلك موسم حملته بالكامل ، دمر أتيلا المدينة ودمر وادي بو. أرسل أيتيوس ، بدون مساعدة من الفدراليات في بلاد الغال وبدون القدرة العسكرية لإيقاف أتيلا بمفرده ، سفارة تتكون من البابا ليو الأول ، تريغيتيوس ، وجيناديوس أفينوس للتوسط في معاهدة مع أتيلا. انسحب أتيلا في النهاية من إيطاليا ، على الأرجح بسبب المجاعة المحلية وتفشي الأمراض داخل جيشه. جادل بعض المؤلفين بأن هذا التسلسل من الأخطاء العسكرية لـ أيتيوس أدى في النهاية إلى سقوطه. يجادل المؤرخان ميريلز ومايلز أيضًا أن ذلك أدى إلى سقوط فالنتينيان الثالث نتيجة لاغتيال أيتيوس. بينما عارضت المؤرخة ميغان ماكيفوي هذا الأمر مؤخرًا ، حيث جادلت بأن فالنتينيان الثالث أراد أن يكون إمبراطورًا نشطًا ويحتاج ببساطة إلى عزل رئيسه، وأنه لا يوجد سبب حقيقي مباشر لقتل أيتيوس.
في بلاد الغال ، كانت التأثيرات أكثر أهمية إلى حد ما. يجادل هيوز بأن مساعدتهم في مَعْرَكة سُهُول كاتَالونِيا أدت إلى قيام القوط بتدمير آلان وحصار أورليانز ، معتقدين أنهم لم يحصلوا على مكافأة كافية على خدمتهم. في المقابل ، أدى هذا إلى مزيد من التنازلات للقوط من أيتيوس بعد اغتيال ثوريسموند على يد شقيقه ، الذي كان وديًا للرومان. وهو يعتقد أن هذه ربما كانت هي النقطة التي اكتسب فيها القوط نفس الوضع كمملكة مستقلة مثل جايزريك. من ناحية أخرى ، يجادل المؤرخ كيم بأن المعركة أدت إلى تراجع النفوذ الروماني في شمال بلاد الغال ، وعززت موقف ساليان فرانكس والبورجونديين. يجادل بأنه أدى في النهاية إلى انتصار شيلديريك الأول والفرنجة على القوط ، وجاء الروماني بول الذي حل محل اجيديوس ، و أودواكر ، الذي عاد إلى نهر الدانوب. وضع هذا الفرنجة للسيطرة على بلاد الغال وأعاد أودواكر إلى السلطة كملك للسيري. سيؤدي هذا في النهاية إلى خدمته خلال السنوات الأخيرة من الإمبراطورية الرومانية الغربية وتأسيسه لمملكة إيطاليا.
يقدم المؤرخ تاكهولم ملاحظة واضحة عن الأهمية المتزايدة للمعركة في التاريخ القوطي. يُظهر أن المصادر المعاصرة تشير إلى أن المعركة كانت غير حاسمة وتنسب الفضل إلى أيتيوس ، بينما وصفت المصادر اللاحقة المعركة على أنها انتصار قوطي ونقطة رئيسية للفخر القوطي. لاحظ المؤرخ بارنيش هذا أيضًا ، الذي يدعي أن أعمال كاسيودوروس ويوردان تهدف إلى تصوير كلوفيس ، الذي كان في حالة حرب مع القوط الشرقيين ، على أنه أتيلا الجديد وثيودوريك الكبير باعتباره أيتيوس جديد. ومع ذلك ، في المصادر الرومانية ، مثل مصادر بروكوبيوس وفيكتور تونينسيس ، لا يزال أيتيوس الشخصية المركزية للفخر والأهمية.
عادة ما يعتبر التأثير الأكثر أهمية للمعركة هو تأثيرها على هيمنة الهون طويلة المدى في أوروبا ، والتي توجد بشأنها آراء مختلفة.